# مقياس الارتفاع

مقياس ارتفاع يبين ثلاث مؤشرات ويقرأ الارتفاع بالقدم ويرى على اليمين نافذة الضغط الزئبقي

مقياس الارتفاع أو المئواج (بالإنجليزية: Altimeter) هو جهاز فعال (ومهم جدا للطائرات) يستخدم لقياس ارتفاع جسم ما فوق مستوى معين - مستوى سطح البحر بالنسبة لمقاييس الطيران-. ويسمى قياس الارتفاع Altimetry، وهو مشابه ومعاكس لقياس أعماق البحار Bathymetry.

## أجهزة قياس الطائرة

### مقياس ارتفاع ضغطي
يسمى أحيانا بارومتر الارتفاع هو مقياس تقليدي للارتفاع وموجود بمعظم الطائرات. وهو بارومتر معدني يقيس ضغط الجو من انبوب ثابت خارج جسم الطائرة ويسمى انبوب استاتيكي static port ويقل ضغط الهواء كلما ارتفعنا للأعلى بمعدل واحد ملي بار(0.03 انش من الزئبق) لكل 27قدم(8.23متر) من سطح البحر.
مقياس الارتفاع معيَر ليعطي قراءة الضغط كارتفاع مطابقا للنظام الرياضي المعرف من إيكاو, الطائرات القديمة تستخدم بارومتر معدني بسيط حيث كان مؤشر الإبرة يعطي دورة كاملة من الصفر حتى القراءة الكاملة، ولكن الأجهزة الحديثة تستعمل مقياس ارتفاع حساس حيث المؤشر الأولي يعطي عدة دورات كاملة ومؤشر ثانوي أو أكثر يعطون عدد الدورات التي حصلت وهو شبيه بواجهة الساعة، بمعنى أن كل إبرة ترمز إلى رقم من قياس الارتفاع الحالي.

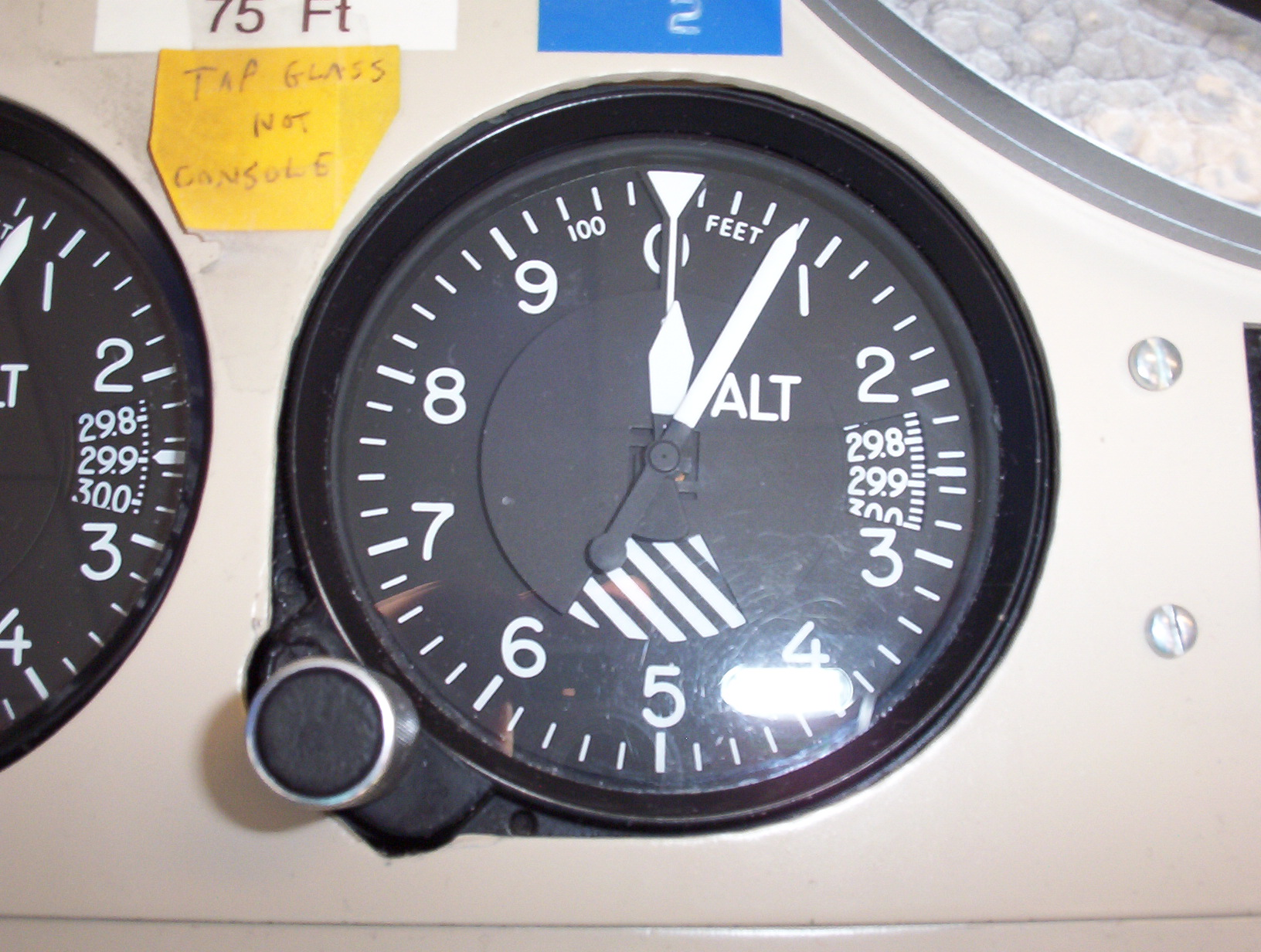
صورة لمقياس الارتفاع وهو منتشر بأمريكا الشمالية

إشارة الضغط تعدل بواسطة مقبض العيار، تقرأ بالإنش من الزئبق ويكون بيمين الشاشة وهي مهمة حيث أن ضغط الهواء الجوي لمستوى سطح البحر يتغير بتغير الحرارة والضغط, بتعريفات الطيران يسمى الضغط الجوي المحلي لمستوى سطح البحر ب QNH أو ضبط مقياس الارتفاع, والضغط الذي يعدل مقياس الارتفاعلتظهر فوق سطح الأرض على ارتفاع معين بالمطار يسمى QFE. لايمكن تعديل مقياس الارتفاع حسب التغيرات بحرارة الجو لأنه سوف يعطي قراءة خاطئة بمؤشر الارتفاعات.
معادلة المعايرة لمقياس الارتفاع حتى علو 36090 قدم(11000متر) تكتب كما يلي:
{\displaystyle h={\frac {(1-(P/P_{ref})^{0.19026})\times 288.15}{0.00198122}}}
حيث أن
- h الارتفاع بالأقدام
- p الضغط الإستاتيكي
- {\displaystyle P_{ref}} الضغط الأساسي

هذه المعادلة تصلح بطبقة التروبوسفير.

## مقياس ارتفاع رقمي

مؤشر الارتفاع الحديث

ويسمى أيضا مؤشر الارتفاع الرقمي، وعند الخطأ تظهر كلمة OFF تظهر بالواجهة وهي تظهر عند حدوث خلل بالطاقة أو خلل بالجهاز نفسه، لذلك فالعلامة تختفي عند وجود الطاقة الكافية ولكن لاتتحرك من مكانها عند حدوث الخلل بالجهاز نفسه إلا عند إصلاحه أو تبديله.

### مقياس الارتفاع الراداري
مقياس الارتفاع الراديوي يقيس الارتفاع بشكل مباشر بمعنى يرسل الإشارة إلى الأرض ويحسب الوقت اللازم حتى عودتها فيستخلص منها الارتفاع عن مستوى الأرض، وتستخدم بالمجالين: المدني والعسكري، وهي جزء من أنظمة إنذار التضاريس terrain avoidance warning systems، حيث تنبه قائد الطائرة عند التحليق بالارتفاعات المنخفضة جدا. أو ظهور تضاريس مرتفعة مباشرة أمامه وهو نظام مفيد جدا للطائرات المقاتلة عند الارتفاعات المنخفضة جدا.

### نظام تحديد المواقع GPS
أجهزة تحديد المواقع اليدوية GPS تحدد الارتفاع بطريقة التثليث المساحي trilateration مع الأقمار صناعية. ومع ذلك فهو غير معتمد بقوة من هيئات الطيران المحلية بسبب عدم وجود الدقة المطلوبة للقراءة في الطيران ماعدا الأنظمة المطورة التي هي موجودة حاليا بكثير من الطائرات.

## الاستخدام بوسائط النقل الأخرى
مقياس الارتفاع Altimeter المزود للسيارات تعتبر أداة اضافية للمساعدة، وقد استخدم بالثلاثينات من القرن الماضي لسيارات تسمى دوسنبرغ Duesenberg وهي سيارات فاخرة.
متسلقي الجبال أيضا يضعون بمعاصمهم مقاييس بارومترية عند تسلقهم الجبال وكذلك يضعها مستخدمي الهبوط بالمظلات.

## الاستخدامات العلمية

### قياس الضغط الجوي (البارومتري مقابل المطلق)
هناك طريقتان لاستعمال مقياس الارتفاع الموجود بالطائرة لقياس ضغط الهواء:
- لقياس ضغط الجو المحلي للمنطقة يعير المقياس لقراءة الارتفاع صفر قدم، ومن ثم تكون قراءة الضغط بالمطلق
- الضغط البارومتري يعني أحيانا التصحيح لمستوى سطح البحر بدلا من المطلق فنعدل المقياس ليقرأ الارتفاع المحلي الحقيقي فتكون القراءة بالضغط البارومتري المصحح تماما مثل قراءة المطارات والنشرات الجوية..

### الأقمار الصناعية
تستعمل بعض الأقمار الصناعية مايسمى مقاييس ارتفاع رإدارية مزدوجة النطاق الترددي exotic dual-band radar altimeters  لقياس الارتفاع من المركبة الفضائية. تلك القياسات تكون مرتبطة بعناصر مدارية(أحيانا من أنظمة تحديد المواقعGPS) يمكنها من تحديد التضاريس، وجود طولين لموجات الراديو يمكنها من التصحيح الذاتي عند وجود اختلاف في فترة التأخير عند طبقة الأيونسفير  ionosphere.
بالمسطحات المائية، بيانات الأقمار الصناعية أعطت تفاصيل مفيدة بشكل عجيب، التحدبات بالمسطحات تشير إلى تركيز الجاذبية مما يسمح للبرامج الكمبيوترية لتشكيل خرائط لتحت الماء كتشكيل الجبال فوق الأرض, ويمكن لتلك مقاييس الارتفاع قياس ارتفاع الموجة واتجاهاتها وكذلك الطيف الضوئي لها. وأيضا أمكن بواسطة الكمبيوترات قياس سرعة تيارات المحيطات واستخلاص خرائط مفصلة لسرعة الرياح واتجاهها على سطح اليابسة وبيان درجة خطورتها.

## اقرأ أيضاً
- ظروف ضغط وحرارة قياسية
- ميلليمتر زئبق
- أجهزة قياس طيران
- ارتفاع (طيران)
- مقياس الارتفاع الراداري